# Partido Comunista Revolucionario del Uruguay
El Partido Comunista Revolucionario del Uruguay (PCRU) es un partido político uruguayo, de ideología marxista-leninista-maoísta.

## Historia
El PCR de Uruguay fue fundado en 1972, aunque la historia del maoísmo en Uruguay se remonta al año 1963, con el surgimiento del Movimiento de Izquierda Revolucionaria (MIR). Al mismo tiempo, sus integrantes consideran a este partido el heredero de la tradición del Partido Comunista de Uruguay desde su fundación en 1920 hasta 1955, año en que afirman que este partido degeneró.

### Actualidad
Participa del partido político Unidad Popular.

## Ideología
Se manifiesta partidario de una "revolución democrática-popular, antiterrateniente y anti-imperialista, continuadora del artiguismo, en marcha ininterrumpida al socialismo". Considera que esa revolución será inevitablemente violenta y destruirá al Estado actual.

## Dirigentes
Su secretario general es Ricardo Cohen.